# Wijngaardlandschap van Piëmont: Langhe-Roero en Monferrato
Het wijngaardlandschap van Piëmont: Langhe-Roero en Monferrato is de officiële naam van de UNESCO-Werelderfgoedlocatie die bestaat uit "vijf verschillende wijngebieden met prachtige landschappen en het kasteel van Grinzane Cavour" in de regio Piëmont in het noordwesten van Italië. 
De site, die zich uitstrekt over heuvelachtige gebieden van Langhe en Monferrato, is een van de belangrijkste wijnproducerende zones in Italië.
Gelegen in het centrum van de regio Piëmont , is de site ingeschreven als een “cultureel landschap”, omdat het een resultaat is van het gecombineerde werk van natuur en mens. De site is opgenomen op de UNESCO-Werelderfgoedlijst dankzij de uitstekende waarde van de wijncultuur, die het landschap heeft gevormd door de eeuwen heen.

## Beschrijving
De inschrijving omvat vijf verschillende wijnbouwgebieden van uitzonderlijke landschappen en het kasteel van Grinzane Cavour, een emblematische naam in de ontwikkeling van wijngaarden en de Italiaanse geschiedenis. Het is gelegen in het zuidelijke deel van Piëmont, tussen de rivier de Po en de Ligurische Apennijnen. Het omvat een volledig scala aan technische en economische processen met betrekking tot wijnbouw en wijnbereiding die de regio eeuwenlang kenmerkten. Men vond in het gebied ook pollen die dateren uit de 5e eeuw v.Chr., toen Piëmont een plaats van contact en uitwisseling was tussen de Etrusken en Kelten: Etruskische en Keltische woorden, met name die met betrekking tot wijn, worden nog steeds gebruikt in het lokale dialect. Tijdens het Romeinse Rijk noemde Plinius de Oudere de regio als een van de meest gunstige voor de teelt van wijndruiven in het oude Italië en Strabo schreef over de wijnvaten.

## Locaties
| Naam                           | Oppervlakte (ha.) | Bufferzone (ha.) | Afbeelding |
| ------------------------------ | ----------------- | ---------------- | ---------- |
| Langhe van Barolo              | 3051              | 59306            |            |
| Kasteel van Grinzane Cavour    | 7                 | 59306            |            |
| Heuvels van Barbaresco         | 891               | 59306            |            |
| Nizza Monferrato en de Barbera | 2307              | 59306            |            |
| Canelli en de Asti Spumante    | 1971              | 59306            |            |
| Monferrato van de Infernòt     | 2561              | 16943            |            |

Rotstekeningen van Valcamonica · Kerk en dominicanenklooster van Santa Maria delle Grazie met "Het Laatste Avondmaal" van Leonardo da Vinci · Historisch centrum van Rome, de bezittingen van de Heilige Stoel in die stad met speciale territoriale rechten en Sint-Paulus buiten de Muren · Historisch centrum van Florence · Venetië met zijn lagune · Domplein van Pisa · Historisch centrum van San Gimignano · Sassi en het park met de rotskerken van Matera · Vicenza en de Palladiaanse villa's in Veneto · Historisch centrum van Siena · Historisch centrum van Napels · Crespi d'Adda · Ferrara, stad van de renaissance in de Po-delta · Castel del Monte · Trulli van Alberobello · Vroeg-christelijke monumenten van Ravenna · Historisch centrum van Pienza · 18e-eeuws Koninklijk Paleis van Caserta met park, aquaduct van Vanvitelli en San Leuciocomplex · Residenties van het Koninklijk Huis van Savoye · Botanische tuin in Padua · Porto Venere, Cinque Terre en de eilanden Palmaria, Tino en Tinetto ·  Kathedraal, Torre Civica en Piazza Grande, Modena · Archeologisch Pompeï, Herculaneum en Torre Annunziata · Amalfitaanse kust · Archeologisch Agrigento · Villa Romana del Casale · Nuraghe Su Nuraxi bij Barumini · Nationaal park Cilento, Vallo di Diano e Alburni met archeologisch Paestum en Velia en Kartuizerklooster San Lorenzo · Historisch centrum van Urbino · Archeologische opgravingen en Patriarchale Basiliek van Aquileia · Villa Adriana, Tivoli · Eolische Eilanden · Assisi, Sint-Franciscusbasiliek en andere franciscaanse locaties · Verona · Villa d'Este, Tivoli · Laatbarokke steden in het Val di Noto (Zuidoost-Sicilië) · Heilige bergen · Monte San Giorgio · Etruskische begraafplaatsen van Cerveteri en Tarquinia · Val d'Orcia · Syracuse en de rotsnecropolis van Pantalica · Genua: Le Strade Nuove en het systeem van de Palazzi dei Rolli · Oude en voorhistorische beukenbossen van de Karpaten en andere regio's van Europa · Mantua en Sabbioneta · Rhätische Bahn in het Albula/Bernina-landschap · Dolomieten · Longobarden in Italië. Plaatsen van macht (568-774 na Christus) · Prehistorische paalwoningen in de Alpen · Etna · Villa's en tuinen van de Medici in Toscane · Wijngaardlandschap van Piëmont: Langhe-Roero en Monferrato · Arabisch-Normandisch Palermo en de kathedralen van Cefalù en Monreale · Venetiaanse verdedigingswerken van de 15e tot 17e eeuw: Stato da Terra - westelijke Stato da Mar · Ivrea, industriestad van de 20e eeuw · De prosecco-heuvels van Conegliano en Valdobbiadene · Historische kuuroorden van Europa (Montecatini Terme) · Padua's 14e-eeuwse frescocycli · De portieken van Bologna · Via Appia. Regina viarum